# 2001 DD106
2001 DD106, também escrito como 2001 DD106, é um objeto transnetuniano (TNO) que está localizado no cinturão de Kuiper, uma região do Sistema Solar. Ele é classificado como um cubewano. O mesmo possui uma magnitude absoluta de 7,1 e tem um diâmetro com cerca de 167 km.

## Descoberta
2001 DD106 foi descoberto no dia 28 de fevereiro de 2001 pelos astrônomos O. R. Hainaut, e A. C. Delsanti.

## Órbita
A órbita de 2001 DD106 tem uma excentricidade de 0,099 e possui um semieixo maior de 44,279 UA. O seu periélio leva o mesmo a uma distância de 39,908 UA em relação ao Sol e seu afélio a 48,649 UA.